# Катлін Схюрманс
Катлін Схюрманс (нар. 3 липня 1966) — колишня бельгійська тенісистка.
Найвищу одиночну позицію світового рейтингу — 326 місце досягла 21 грудня 1986, парну — 213 місце — 18 липня 1988 року.

## Фінали ITF

### Парний розряд: 3 (1–2)
| Результат | Ранг | Дата           | Турнір            | Покриття | Партнерка             | Суперниці                              | Рахунок             |
| --------- | ---- | -------------- | ----------------- | -------- | --------------------- | -------------------------------------- | ------------------- |
| Перемога  | 1.   | 22 лютого 1987 | Денен, Франція    | Ґрунт    | Еріка Сміт            | Віржіні Паке Карін Кентрек             | 6–3, 6–2            |
| Поразка   | 1.   | 16 серпня 1987 | Коксейде, Бельгія | Ґрунт    | Джой Тейкон           | Сабін Аппельманс Каролін ван Рентерґем | 7–6(2), 2–6, 6–7(3) |
| Поразка   | 2.   | 27 серпня 1989 | Коксейде, Бельгія | Ґрунт    | Каролін ван Рентерґем | Паскалле Дрюйтс Гелен Ван Ден Берґ     | 2–6, 4–6            |